# Strix (tidskrift)

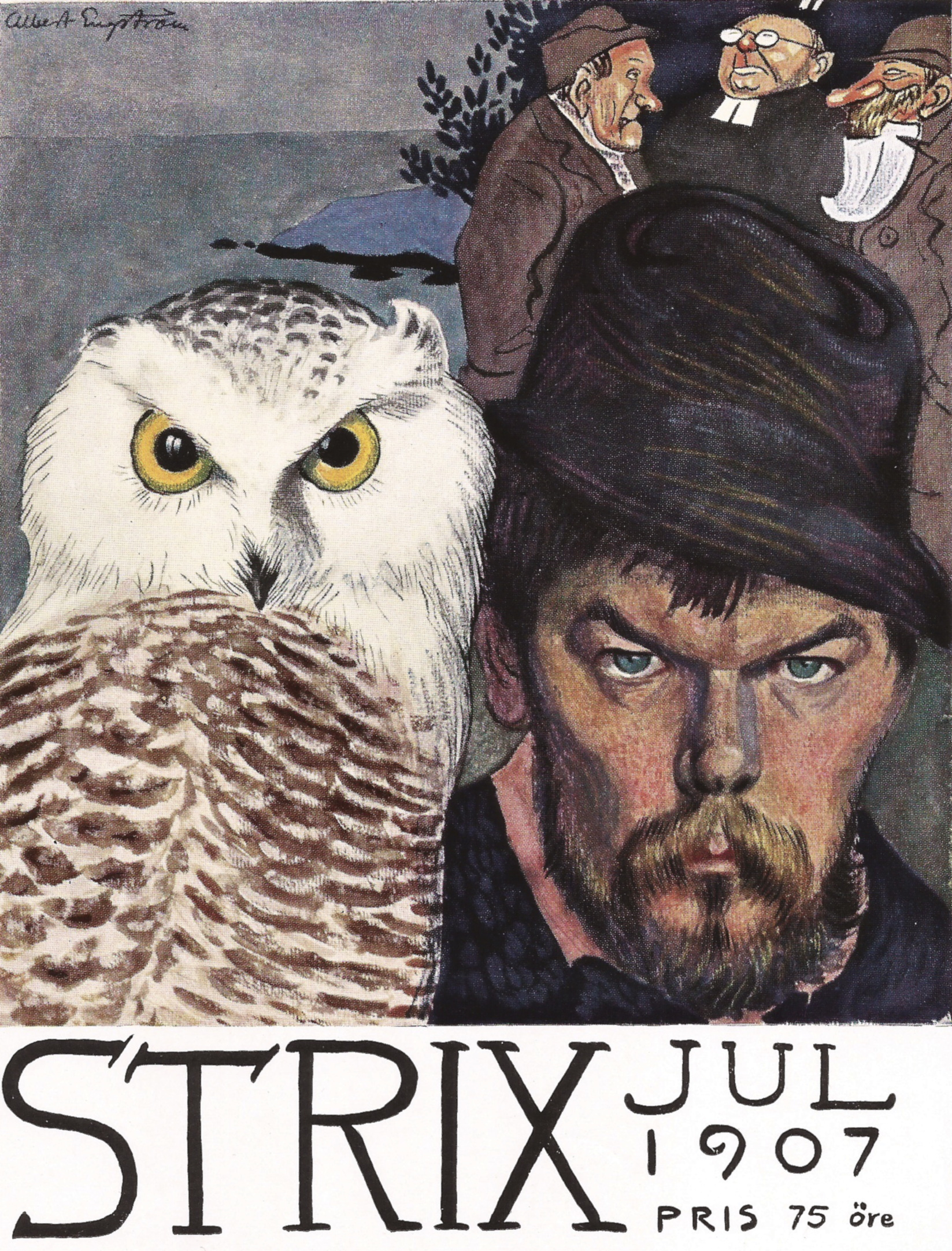
Självporträtt av Albert Engström med en uggla - Strix på latin.

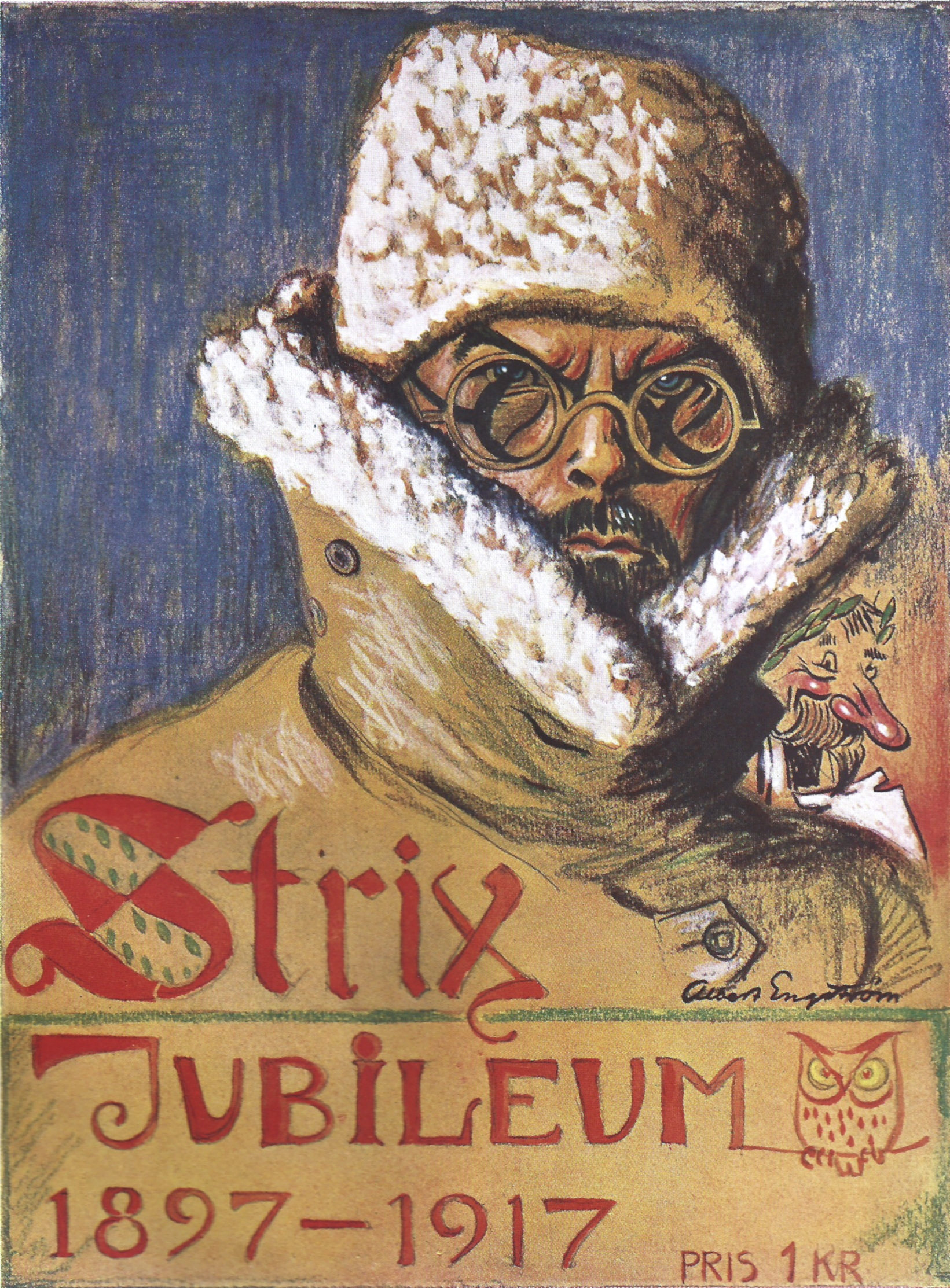
Jubileumsnummer 1917 – Strix 20 år.

Strix var en skämttidskrift utgiven av konstnären och humoristen Albert Engström 1897–1924. 
Strix utkom en gång i veckan, och det första numret gavs ut den 11 mars 1897. Bland tidningens medarbetare fanns bland andra Verner von Heidenstam, Gustaf Fröding, Hilding Nyman, Carl Larsson och Bruno Liljefors.
Strix sammanslogs 1924 med Söndags-Nisse till Söndagsnisse-Strix, under vilket namn den utkom till 1955. Den återuppstod 1998–2006 under namnet Nya Söndagsnisse-Strix, som en bilaga till Grönköpings Veckoblad.
Tidningens motto var: "Tål intet ont i världen men var glad åt allt gott."

## Redaktörer
- Knut Barr, 1910–1918